# Francisco Rojas Scarpetta
Francisco José Rojas Scarpetta (Tulúa, 15 de abril de 1912 - ?) fue un humanista, militar, diplomático y político colombiano, miembro del Partido Conservador Colombiano.
Rojas ejerció una larga carrera como militar, alcanzando el grado de general, y ocupando entre otros cargos, la dirección de la Escuela Militar de Cadetes de Colombia a finales de los años 40, y la de la Policía de Colombia, a principios de los 50. Ya retirado del servicio militar, Rojas fue nombrado Registrador Nacional de Colombia entre 1954 a 1963.
Su labor como registrador fue clave, ya que en su mandato se dio el plebiscito de 1957 y el establecimiento del Frente Nacional, y el voto femenino. Durante su dirección policial, las mujeres pudieron incorporarse en la Policía Nacional, y se le llamó "El Transformador de la Policia" por sus muchas reformas y aportes a la institución.

## Biografía

### Inicios y educación
Francisco José Rojas Scarpetta nació en Tulúa, Valle del Cauca, el 15 de abril de 1912, en el seno de una familia de la aristocracia local. Ingresó al Seminario de Popayán, y luegó pasó a la Universidad del Cauca, donde se graduó de humanidades en 1928. Ese año ingresó a la Escuela Militar de Cadetes "General José María Córdova" (ESMIC) en Bogotá, de donde egresó como subteniente en 1931, con 19 años, tomando el arma de artillería.

### Carrera militar

#### Guerra colombo-peruana (1932-1933)
Rojas participó en la guerra colombo-peruana, de 1932 a 1933 en las guarniciones de Puerto Leguízamo, ejerciendo luego las alcaldías militares de Puerto Leguízamo, Amazonas, y Santa Isabel, Tolima. Luego comandó las divisiones 4° y 5° de la Policía Nacional de Colombia. 

#### Director de la ESMIC (1948-1949)
Luego de una década de servicio, en 1947 es nombrado subdirector de la ESMIC, y en 1948 asume la dirección por la ausencia del director, CR. Miguel Ángel Hoyos. Rojas estuvo al frente de la escuela militar durante los acontecimientos del Bogotazo, el 9 de abril de 1948, hasta 1949. Luego pasó a la sección de personal del Ministerio de Defensa, y fue enviado a España como agregado militar, por el presidente Laureano Gómez. 

#### Director de la Policía de Colombia (1952-1954)

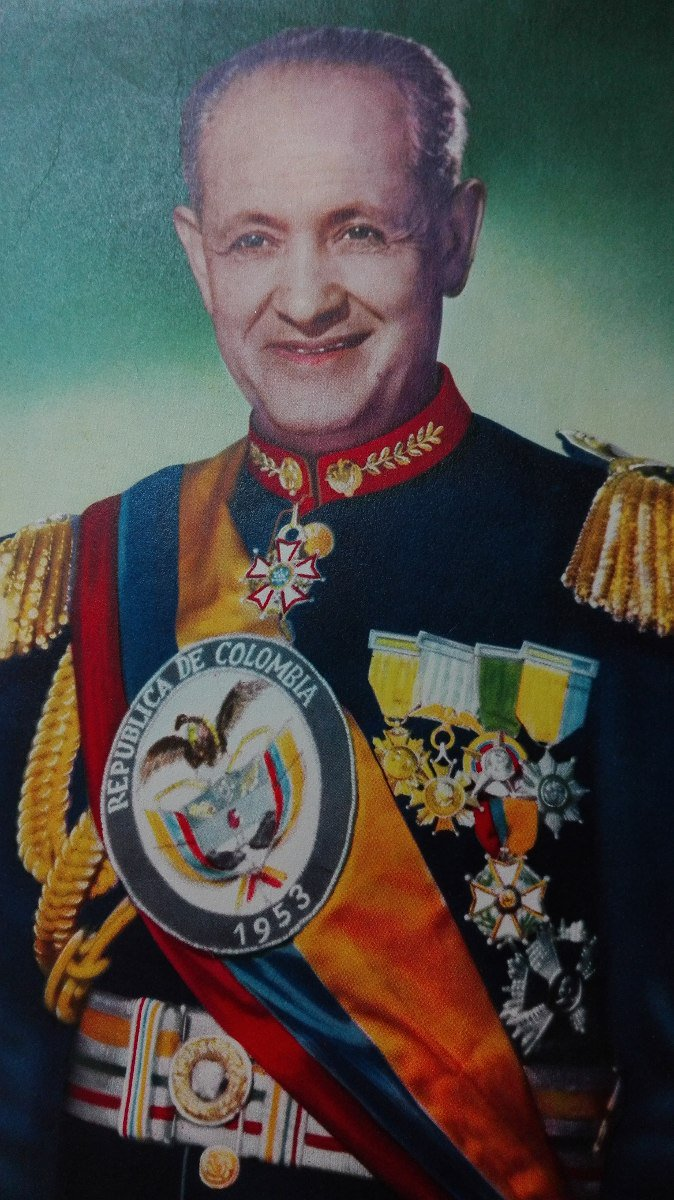
El general Gustavo Rojas Pinilla.

En 1952 regresó a Colombia, y el 21 de noviembre de 1952 fue nombrado Director de la Polícia Nacional por el designado Roberto Urdaneta Arbelaéz. Permaneció en el cargo durante los hechos del golpe de Estado del 13 de junio de 1953, hasta su salida de la policía el 14 de septiembre de 1954, cuando el presidente Gral. Gustavo Rojas Pinilla lo sustituyó por el general Deogracias Fonseca Espinosa. 
El 2 de julio de 1953, Rojas Scarpetta inauguró la Dirección de Bienestar Social de la Policía, institución que presta servicios educativos, recreativos y de esparcimiento para los miembros de la policía y sus familiares. 
También facilitó el ingreso de las mujeres a la Policía, como parte de la política de inclusión que adelantaba el general Rojas, ya que el presidente expidió el Decreto 3135 del 26 de octubre de 1953, con el cual creó el primer curso femenino de la institución, que fue encabezado por María Eugenia Rojas Correa, única hija del general Rojas Pinilla. Rojas Correa se ganó el apodo de "La Capitana".
En 1954 convocó un concurso para la composición y adopación de un himno para la institución, el cual fue ganado por el compositor Luis María Carvajal Prada, que escribió el presente himno, el cual se conserva hasta el día de hoyː 

I

Adelante, guardianes del orden
con hidalguía, valor, dignidad
vigilad que el derecho del hombre
sea con orden gozar libertad.
II
Si a obrar os obliga el deber,
tu prudencia sabed demostrar
de balanza y justicia sed fiel,
ciudadano ante ley es igual.
III
Del hogar los derechos sagrados
como padres debéis custodiar
y que Dios y la Patria os lo premien,

defensores del orden social.

Protagonizó un escándalo de nepotismo y corrupción días después de que el general Rojas asumió la presidencia. El 15 de julio de 1953, contactó al alcalde de Buga, su cuñado, y le ordenó que dejara en libertad al líder conservador León María Lozano, "El Cóndor", quien había sido capturado días antes. Lozano era el líder de la cuadrilla paramilitar de Los Pájaros, que a nombre del Partido Conservador, destaron una violencia indiscriminada contra los liberales en el Valle del Cauca. En la llamada, Rojas Scarpetta habría dichoː

"Que se sirva poner inmediatamente en libertad al señor León María Lozano, quien se encuentra detenido en la cárcel del circuito, por orden del excelentísimo señor Presidente de la República, teniente general Gustavo Rojas Pinilla, y que se le diga que se presente inmediatamente a Bogotá y se entreviste con el señor subdirector de la Policía Nacional, teniente coronel Ordónez"

Y es que actualmente está más que demostrada la amistad entre Rojas Pinilla y Lozano.

### Retiro y Registrador de Colombia (1954-1963)
Terminada la dirección policial, Rojas fue nombrado Registrador Nacional de Colombia, siendo el tercero en ocupar el cargo. Rojas Scarpetta estaba así al mando del conteo de las votaciones con las que Rojas se hizo reelegir presidente el 4 de agosto de 1954.
Con el poder en manos de los militares, se convocó un comité paritario para el restablecimiento de la democracia. Rojas, en su calidad de registrador participó también de la convocatoria. El 1° de diciembre de 1957 se realizó el plebiscito, con el cual se aprobó el sistema del Frente Nacional, siendo la primera vez que las mujeres ejercían el derecho al sufragio.
Muy recordada es la persecución que el gobierno nacional hizo al expresidente Rojas. Rojas Scarpetta, como registrador intentó sin éxito anular su documento de identidad.